# Hagelkanon

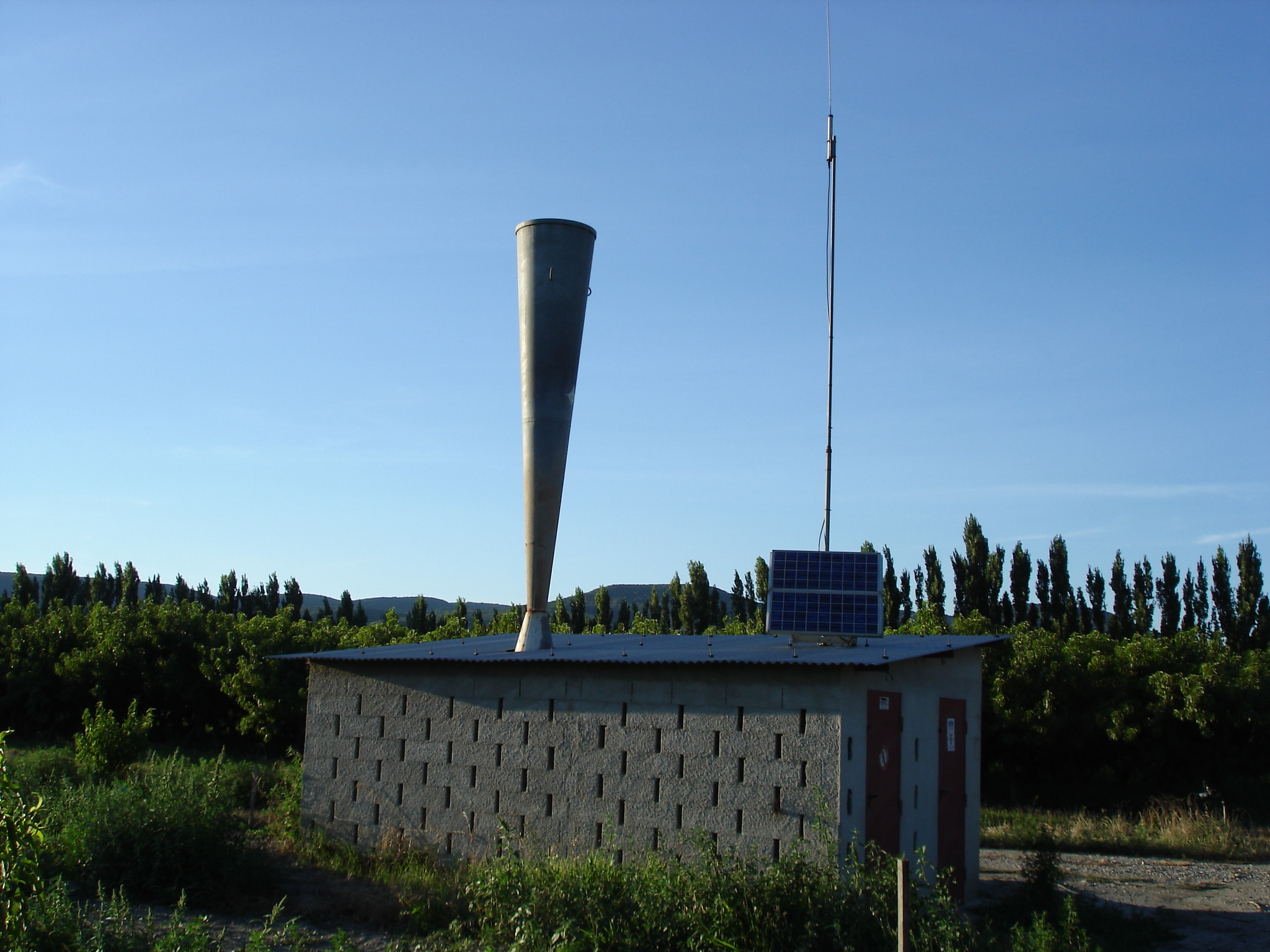
Een hagelkanon

Een hagelkanon is een apparaat waarmee geprobeerd wordt hagelvorming in buien tegen te gaan. Verschillende werkingsmechanismen doen de ronde. Door schokgolven de wolken in te sturen wordt ofwel de groei van de hagelstenen verstoord, ofwel de opbouw van de hagelwolk. Ze worden vooral ingezet door fruittelers en wijnbouwers, in Europa en Amerika.
Het hagelkanon werd al rond 1896 ontwikkeld door de Oostenrijker Stiger. De effectiviteit van het hagelkanon is echter niet bewezen. Tegenstanders zeggen dat bij bliksem, die vaak hagel vergezelt, veel sterkere schokgolven uitgezonden worden, terwijl dat geen effect lijkt te hebben op hagelvorming. Voorstanders zeggen dat ook bliksem effect heeft, echter dat een continue drukgolf noodzakelijk is, wil het effect merkbaar zijn. Tevens dient de positie van de hagelkanonnen zorgvuldig gekozen te worden omdat hagel zich niet per definitie boven het te beschermen gebied vormt. 
Wetenschappelijke studies die de werkzaamheid van het hagelkanon aantonen ontbreken. Recente studies die het tegendeel aantonen zijn evenmin bekend. Wel trok in 1907 de Italiaanse Academie van Wetenschappen de conclusie dat er geen significante verschillen gevonden waren tussen de schade in ‘beschermde’  en ‘onbeschermde’  gebieden. Dit naar aanleiding van een officieel experiment vanaf begin 1900 in twee regio’s (in Oostenrijk en Italië), waarbij in de ene helft 200 kanonnen naar het ontwerp van de eerder genoemde Stiger werden geplaatst en in de andere helft geen.
In de jaren 1970 ontstond wederom een markt voor dergelijke apparaten. Ook toen werden weer tests uitgevoerd die uitwezen dat de techniek niets uithaalt tegen hagel. Uit laboratoriumexperimenten bleek dat er een druk van 300 hPa nodig zou zijn om de poreuze hagelstenen te doen versplinteren, maar een horizontaal opgesteld hagelkanon genereerde op 100m afstand een druk van slechts 1,3 hPa. 
De Wereld Meteorologische Organisatie oordeelde in 2010 dat gebruikers van dergelijke kanonnen hiervoor 'noch wetenschappelijke basis, noch geloofwaardige natuurkundige hypothesen hebben'.

## Nederland
Conventionele hagelkanonnen (of liever: anti-hagelkanonnen, formeel schokgolfgeneratoren) produceren elke 7 seconden schokgolven met hetzelfde geluid als een donderslag. Gemeenten in Nederland waren dan ook terughoudend met het verstrekken van vergunningen voor anti-hagelkanonnen. In Zeeland staan sinds 2004 in vijf gemeenten een groeiend aantal van deze apparaten, aangeschaft door fruittelers. Op 1 januari 2013 is door wijziging van het Besluit omgevingsrecht een wettelijke grondslag ontstaan voor vergunningverlening van anti-hagelkanonnen in het algemeen (dus niet alleen voor fruitboomgaarden). Met betrekking tot 9 omgevingsvergunningen voor anti-hagelkanonnen in de gemeente Borsele heeft de Raad van State in zijn uitspraak d.d. 13 september 2017 het hoger beroep ongegrond verklaard en de 9 vergunningen in stand gelaten. De Raad van State is verder gegaan met de overweging dat "het effect van deze apparaten proefondervindelijk is gebleken".
Van eventuele alternatieven voor anti-hagelkanonnen is evenmin wetenschappelijk bewijs voor of tegen de werking ervan, en bij deze bestaat bovendien geen juridische uitspraak dat de werking "proefondervindelijk is gebleken".